# Альпійські луки Сулейманових гір
Альпійські луки Сулейманових гір (ідентифікатор WWF: PA1018) — палеарктичний екорегіон гірських луків та чагарників, розташований у високогір'ях Сулейманових гір на кордоні Пакистану та Афганістану.

## Географія
Екорегіон альпійських луків Сулейманових гір розташований в Сулейманових горах на заході Пакистану та, частково, на крайньому сході Афганістану, на висоті від 1600 до 2500 м над рівнем моря, в середньому на висоті 2210 м над рівнем моря. На нижчих висотах поширені склерофітні рідколісся Белуджистану, які оточують регіон майже з усіх сторін. Регіон складається з чотирьох окремих субрегіонів. Найбільш північний субрегіон розташований в горах Сафед-Кох, на захід від Пешавару та на південь від Хайберського перевалу. Ще один субрегіон розташований у Вазиристані, гірській місцевості на кордоні з Афганістаном, північною межею якого є річка Куррам, а південною — річка Гумаль. Наступний субрегіон розташований в горах Тоба-Какар на північному заході Белуджистану. Ці гори є південним відгалуженням Сулейманових гір. Останній, найбільш південний субрегіон розташований в горах округу Калат, на південь від Кветти, поблизу міста Калат. Ці гори є іншим відгалуженням Сулейманових гір.

## Клімат
Клімат екорегіону вирізняється надзвичайною посушливістю та екстремальними температурами. Середньорічна кількість опадів не перевищує 225 мм. Влітку температура досягає 40 °C, а взимку падає до — 12 °C. Значна частина опадів випадає влітку у вигляді дощу або взимку у вигляді снігу. На високогір'ях сніг лежить з грудня по березень.

## Флора
Оскільки клімат екорегіону посушливий, а його поверхня часто має вигляд гравійних осипів та стрімких скель, 68 % екорегіону мають рідкісний рослинний покрив або повністю його позбавлені, 15 % території екорегіону покриті луками та чагарниковими заростяами, 12 % — рідколіссями, 5 % — лісами.
Основними рослинними угрупованнями екорегіону є субальпійські та альпійські луки, якими розкидані купини трави та колючі подушкоподібні чагарники, зокрема еспарцети (Onobrychis) та акантолімони (Acantholimon). Лісові масиви зосереджені в долинах або на більш вологих північних схилах. В регіоні зустрічаються вічнозелені склерофільні ліси або рідколісся, флора яких дещо нагадує середземноморську. В них переважають дерева з родини Букові (Fagaceae), зокрема дуби-балут (Quercus baloot), а також звичайні олеандри (Nerium oleander), чагарники якобінії (Justicia) та афганські ясени (Fraxinus xanthoxyloides). Також в горах зустрічаються ліси зарафшанського яловця (Juniperus seravschanica) та сосни Жерара (Pinus gerardiana)
Флора екорегіону вирізняється високим рівнем ендемізму. Зокрема, в долині Читрал росте 39 видів ендемічних рослин, а в горах Тоба-Какар — 31 вид ендемічних рослин.

## Фауна
В горах регіону зустрічється близько 50 видів ссавців. На півночі регіону мешкають ендемічні сулейманові козли (Capra falconeri jerdoni), синдські козли (Capra aegagrus blythi), чілтанські козли (Capra aegagrus chialtanensis), ладакхські уріали (Ovis vignei vignei) та афганські уріали (Ovis vignei cycloceros), а також тянь-шаньські бурі ведмеді (Ursus arctos isabellinus), гімалайські ведмеді (Ursus thibetanus), азійські вовки (Canis lupus pallipes) та леопарди (Panthera pardus). На півдні екорегіону мешкають звичайні лисиці (Vulpes vulpes), афганські лисиці (Vulpes cana), смугасті гієни (Hyaena hyaena) та звичайні шакали (Canis aureus). Широко поширені дрібні ссавці та гризуни, зокрема рудуваті пискухи (Ochotona rufescens), кам'яні куниці (Martes foina) та сірі хом'ячки (Nothocricetulus migratorius).
В екорегіоні зареєстровано близько 150 видів птахів. Переважна частина популяцій чорногорлих ополовників (Aegithalos leucogenys) та кашмірських повзиків (Sitta cashmirensis) мешкає в цьому регіоні. Серед інших видів птахів слід відзначити чорногузого дзьобака (Dinopium benghalense), звичайну зозулю (Cuculus canorus), чорного серпокрильця (Apus apus), звичайну дрімлюгу (Caprimulgus europaeus), синього скеляра (Monticola solitarius) та булану сплюшку (Otus brucei).
Серед плазунів регіону слід відзначити степову черепаху (Testudo horsfieldii), іранську гірську агаму (Laudakia nupta) та перську гадюку (Pseudocerastes persicus).

## Збереження
Оцінка 2017 року показала, що 175 км², або 1 % екорегіону, є заповідними територіями. Природоохоронні території включають Заповідник Кох-е-Гейш.